# 桑卡尔普尔
桑卡尔普尔（Sankarpur），是印度西孟加拉邦Barddhaman县的一个城镇。总人口5921（2001年）。

## 人口
该地2001年总人口5921人，其中男性3116人，女性2805人；0—6岁人口764人，其中男384人，女380人；识字率60.18%，其中男性为68.16%，女性为51.30%。